# Acuhiro Miura
Acuhiro Miura (japonsko 三浦 淳宏), japonski nogometaš in trener, * 24. julij 1974.
Za japonsko reprezentanco je odigral 25 uradnih tekem.